# Some Like It Hot (film din 1939)
Some Like It Hot este un film de comedie și muzical american din 1939 regizat de George Archinbaud. În rolurile principale joacă actorii Bob Hope și Shirley Ross.

## Distribuție
- Bob Hope....Nicky Nelson
- Shirley Ross....Lily Racquel
- Una Merkel....Flo Saunders
- Gene Krupa....Gene Krupa
- Rufe Davis....Stoney
- Bernard Nedell....Stephen Hanratty
- Richard Denning....Weems